# Diócesis de Sanyuan
La diócesis de Sanyuan o de Sanyüan (en latín: Dioecesis Saniuenensis y en chino: 天主教三原教区) es una circunscripción eclesiástica de la Iglesia católica en China. Se trata de una diócesis latina, sufragánea de la arquidiócesis de Xi'an. Desde el 24 de junio de 2010 su obispo es Giuseppe Han Ying-jin, aunque para el Anuario Pontificio es sede vacante desde 1983.

## Territorio y organización
La diócesis tiene 12 600 km² y extiende su jurisdicción sobre los fieles católicos de rito latino residentes en parte de la provincia de Shaanxi.
La sede de la diócesis se encuentra en el condado de Sanyuan en la ciudad prefectura de Xianyang, en donde se halla la Catedral del Sagrado Corazón de Jesús.
En 2010 en la diócesis existían 52 parroquias.

## Historia
La prefectura apostólica de Sanyuan fue erigida el 1 de noviembre de 1931 mediante el breve Ut aucto del papa Pío XI, ricavandone il territorio dal vicariato apostolico di Xi'anfu (oggi arcidiocesi di Xi'an).
El 13 de julio de 1944 la prefectura apostólica fue elevada al rango de vicariato apostólico mediante la bula Congruum opportunumque del papa Pío XII.
El 11 de abril de 1946 el vicariato apostólico fue elevado a diócesis con la bula Quotidie Nos del papa Pío XII.
El 18 de mayo de 1949 el Partido Comunista de China capturó Xianyang, se impuso en la guerra civil y proclamó la República Popular China el 1 de octubre de 1949. El 4 de septiembre de 1951 China comunista expulsó al nuncio apostólico Antonio Riberi y la Santa Sede continuó reconociendo a la República de China en Taiwán como el legítimo gobierno chino. Todos los misioneros extranjeros fueron expulsados de China comunista en 1952.
La Asociación Patriótica Católica China fue creada con el apoyo de la Oficina de Asuntos Religiosos de la República Popular de China en 1957, con el objetivo de controlar las actividades de los católicos en China. Su nombre público es Iglesia católica china y es referida como la "Iglesia oficial" en contraposición a la "Iglesia subterránea" o "Iglesia clandestina" leal a la Santa Sede.
En el período de 1966 a 1976 la Revolución Cultural se ensañó especialmente contra la religión, destruyéndose numerosas iglesias y cesaron todas las actividades religiosas en la diócesis. La diócesis reasumió sus actividades en la década de 1980.
La situación de la diócesis, después de la readmisión de los cultos en China en 1981, es bastante complicada. En 1987 el obispo Joseph Zong Huaide fue ordenado clandestinamente, pero en 1992 aceptó la admisión en la Asociación Patriótica Católica China.
En 1989 en Sanyuan fue fundada por obispos clandestinos la Conferencia Episcopal de China (en contraposición a la "oficial"), que hasta el momento no ha obtenido ningún reconocimiento ni de la Santa Sede ni de la Federación de Conferencias Episcopales Asiáticas.
En 2000 otro obispo clandestino, Giuseppe Lan Shi, fue elegido y consagrado obispo coadjutor.
En 2003 Zong Huaide dimitió por límites de edad (2005 según otras fuentes). El 24 de junio de 2010 fue ordenado un nuevo obispo, Giuseppe Han Yingjin, aprobado por la Santa Sede y también por el gobierno chino. La ceremonia estuvo presidida por Zong Huaide, de 88 años. Lan Shi, que también había superado el límite de edad, declaró su apoyo al nuevo obispo de Sanyuan, ya designado en su lugar por el papa Benedicto XVI en 2008.
El 22 de septiembre de 2018 se firmó en Pekín el Acuerdo provisional entre la Santa Sede y la República Popular de China sobre el nombramiento de los obispos. El 22 de octubre de 2020 el acuerdo fue prorrogado por otros dos años y en octubre de 2022 por otros dos años más.
Debido a la situación particular de la Iglesia católica en China, la Santa Sede no nombra obispos para las diócesis chinas, que son sedes oficialmente vacantes incluso en presencia de obispos reconocidos por Roma.

## Estadísticas
Según el Anuario Pontificio 1951 la diócesis tenía a fines de 1950 un total de 12 043 bautizados.
| Año                                                                             | Población            | Población | Población      | Sacerdotes | Sacerdotes    | Sacerdotes    | Bautizados por sacerdote | Diáconos permanentes | Religiosos | Religiosos | Parroquias |
| Año                                                                             | Bautizados católicos | Total     | % de católicos | Total      | Clero secular | Clero regular | Bautizados por sacerdote | Diáconos permanentes | Varones    | Mujeres    | Parroquias |
| ------------------------------------------------------------------------------- | -------------------- | --------- | -------------- | ---------- | ------------- | ------------- | ------------------------ | -------------------- | ---------- | ---------- | ---------- |
| 1950                                                                            | 12 043               | 1 115 777 | 1.1            | 25         | 8             | 17            | 481                      |                      | 2          | 39         |            |
| Fuente: Catholic-Hierarchy, que a su vez toma los datos del Anuario Pontificio. |                      |           |                |            |               |               |                          |                      |            |            |            |

Según algunas fuentes estadísticas, en 2010 la diócesis contaba con 40 000 fieles, 36 sacerdotes, más de 80 religiosas y 52 parroquias.

## Episcopologio
- Ferdinando Fulgenzio Pasini, O.F.M. † (4 de junio de 1932-1983 retirado)
  - Sede vacante
  - Giuseppe Zong Huaide † (1987 consagrado-2003 renunció)
  - Giovanni Crisostomo Lan Shi † (2003 por sucesión-2008 renunció) (obispo clandestino)
  - Giuseppe Han Ying-jin, desde el 24 de junio de 2010